# Milionia scotomelas
Milionia scotomelas är en fjärilsart som beskrevs av Louis Beethoven Prout 1922. Milionia scotomelas ingår i släktet Milionia och familjen mätare. Inga underarter finns listade i Catalogue of Life.